# ハルパ・デ・カノバス
ハルパ・デ・カノバス（Jalpa de Cánovas）
は、メキシコのグアナフアト州にある自治体（町）。
メキシコ政府観光局(SECTUR)（スペイン語: Secretaría de Turismo (México)）
によりプエブロ・マヒコとして選出された観光地。